# Cihuamazatl

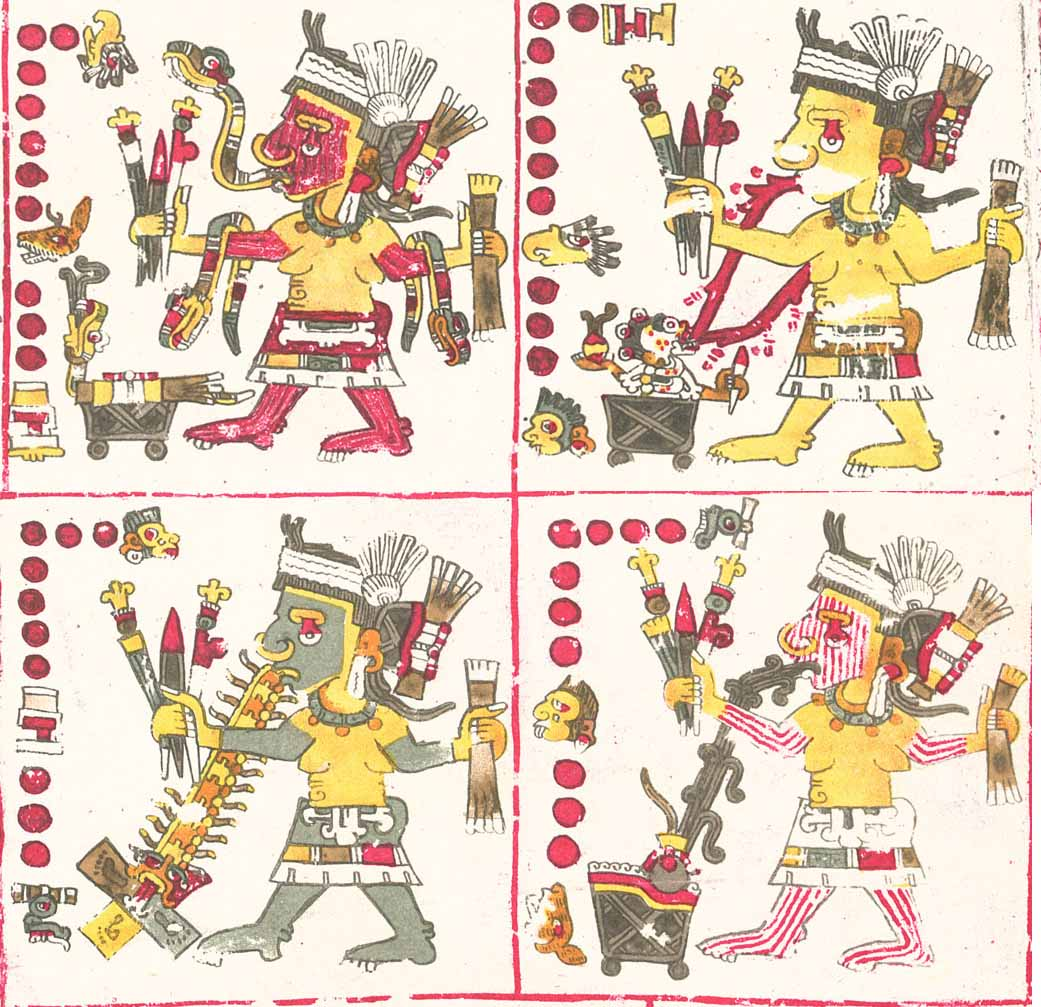
Cihuamazatl, Códice Borgia.

Cihuamazatl (del náhuatl: cihuamazatl ‘mujer ciervo’‘cihuatl, mujer; mazatli, ciervo’) en la mitología mexica es el espíritu femenino de las mujeres nobles muertas al dar a luz, también llamadas Civatateo, se las consideraban diosas menores, y se las honraba como a los hombres muertos en batalla, ya que el alumbramiento era considerado como un tipo de batalla, y a sus víctimas se las honraba como a los guerreros caídos con su esfuerzo físico, que animaba a los soldados en la batalla y por eso acompañaban a los guerreros al cielo y también guiaban la puesta de Sol (vid. Tonatiuh) por los cielos.